# دة خليفه (مقاطعة تشرام)
دة خليفه (بالفارسية: ده خلیفه) هي قرية تقع في قسم سرفارياب الريفي (مقاطعة تشرام) في إيران. يقدر عدد سكانها بـ 167 نسمة .